# Équipe de France masculine de basket-ball des moins de 15 ans
 (novembre 2019).
Si vous disposez d'ouvrages ou d'articles de référence ou si vous connaissez des sites web de qualité traitant du thème abordé ici, merci de compléter l'article en donnant les références utiles à sa vérifiabilité et en les liant à la section « Notes et références ».
En pratique : Quelles sources sont attendues ? Comment ajouter mes sources ?
Maillots
Actualités
L'équipe de France de basket-ball des 15 ans et moins est la sélection des meilleurs joueurs français de 15 ans et moins. Elle est placée sous l'égide de la Fédération française de basket-ball. Le terme 15 ans et moins a remplacé la catégorie Minimes.

## Tournoi de l'amitié
- Vainqueur  en 2019[2], 2018[3], 2013, 2011, 2010